# Якубов, Ахмад
Ахмад Якубов (туркм. Ахмет Якубов; 1906 год, кишлак Гуйнук — 20 ноября 1968 года) — бригадир хлопководческой бригады колхоза имени Ленина Дейнауского района Чарджоуской области, Туркменская ССР. Герой Социалистического Труда (1957).

## Биография
Родился в 1906 году в бедной крестьянской семье в кишлаке Гуйнук (сегодня — на территории Дяневского этрапа).
С 1930 по 1935 года — кассир и бухгалтер в колхозах имени Кулиева и «Пионер» Дейнауского района, с 1935 по 1944 года — инспектор-бухгалтер Дейнауского райисполкома, с 1945 по 1949 года — председатель колхоза «Пионер» Дейнеуского района.
В 1945 году вступил в ВКП(б). С 1949 года — бригадир хлопководческой бригады колхоза имени Ленина Дейнауского района.
В 1956 году бригада Ахмада Якубова собрала высокий	урожай хлопка-сырца. Указом Президиума Верховного Совета СССР от 14 февраля 1957 года «за выдающиеся успехи в деле получения высоких и устойчивых урожаев хлопка-сырца, широкое применение достижений науки и передового опыта в возделывании хлопчатника и умелое руководство колхозным производством» удостоен звания Героя Социалистического Труда с вручением Ордена Ленина и золотой медали Серп и Молот.
Скончался в ноябре 1968 года.
Награды
- Герой Социалистического Труда
- Орден Ленина
- Орден Трудового Красного Знамени
- Медаль «За трудовую доблесть»